# Rabdophaga lattkei
Rabdophaga lattkei är en tvåvingeart som beskrevs av Stelter 1994. Rabdophaga lattkei ingår i släktet Rabdophaga, och familjen gallmyggor.
Artens utbredningsområde är Tyskland. Inga underarter finns listade i Catalogue of Life.